# Bouxières-sous-Froidmont
Bouxières-sous-Froidmont ist eine französische Gemeinde mit 420 Einwohnern (Stand 1. Januar 2022) im Département Meurthe-et-Moselle in der Region Grand Est (vor 2016 Lothringen). Sie gehört zum Arrondissement Nancy und zum Kanton Pont-à-Mousson.

## Geografie
Bouxières-sous-Froidmont liegt etwa 32 Kilometer nordnordwestlich von Nancy und etwa 18 Kilometer südsüdwestlich von Metz zwischen Mosel und Seille. Umgeben wird Bouxières-sous-Froidmont von den Nachbargemeinden Lorry-Mardigny im Norden, Cheminot im Norden und Osten, Lesménils im Südosten und Süden, Pont-à-Mousson im Südwesten sowie Champey-sur-Moselle im Westen.
Durch die Gemeinde führt die Autoroute A31.

## Bevölkerungsentwicklung
| Jahr                       | 1962 | 1968 | 1975 | 1982 | 1990 | 1999 | 2006 | 2019 |
| Einwohner                  | 187  | 198  | 187  | 200  | 239  | 266  | 263  | 389  |
| Quellen: Cassini und INSEE |      |      |      |      |      |      |      |      |

## Sehenswürdigkeiten
- Kirche Nativité-de-la-Vierge
- Pilgerkapelle Notre-Dame aus dem 19. Jahrhundert

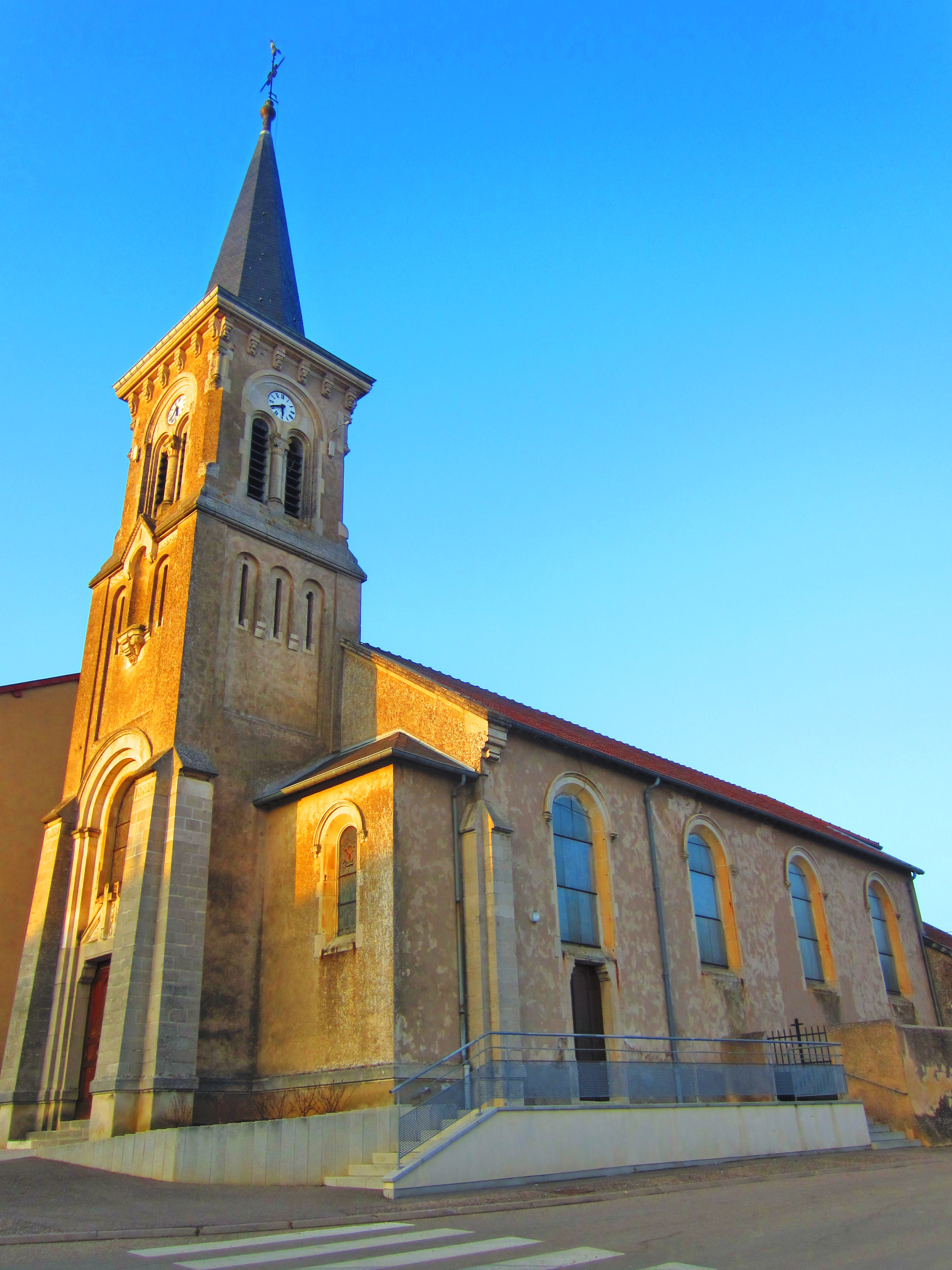
Kirche Nativité-de-la-Vierge

- Reste einer alten Römerstraße